# Tachina intercedens
Tachina intercedens là một loài ruồi trong họ Tachinidae.